# Jüdischer Friedhof (Rheindahlen)

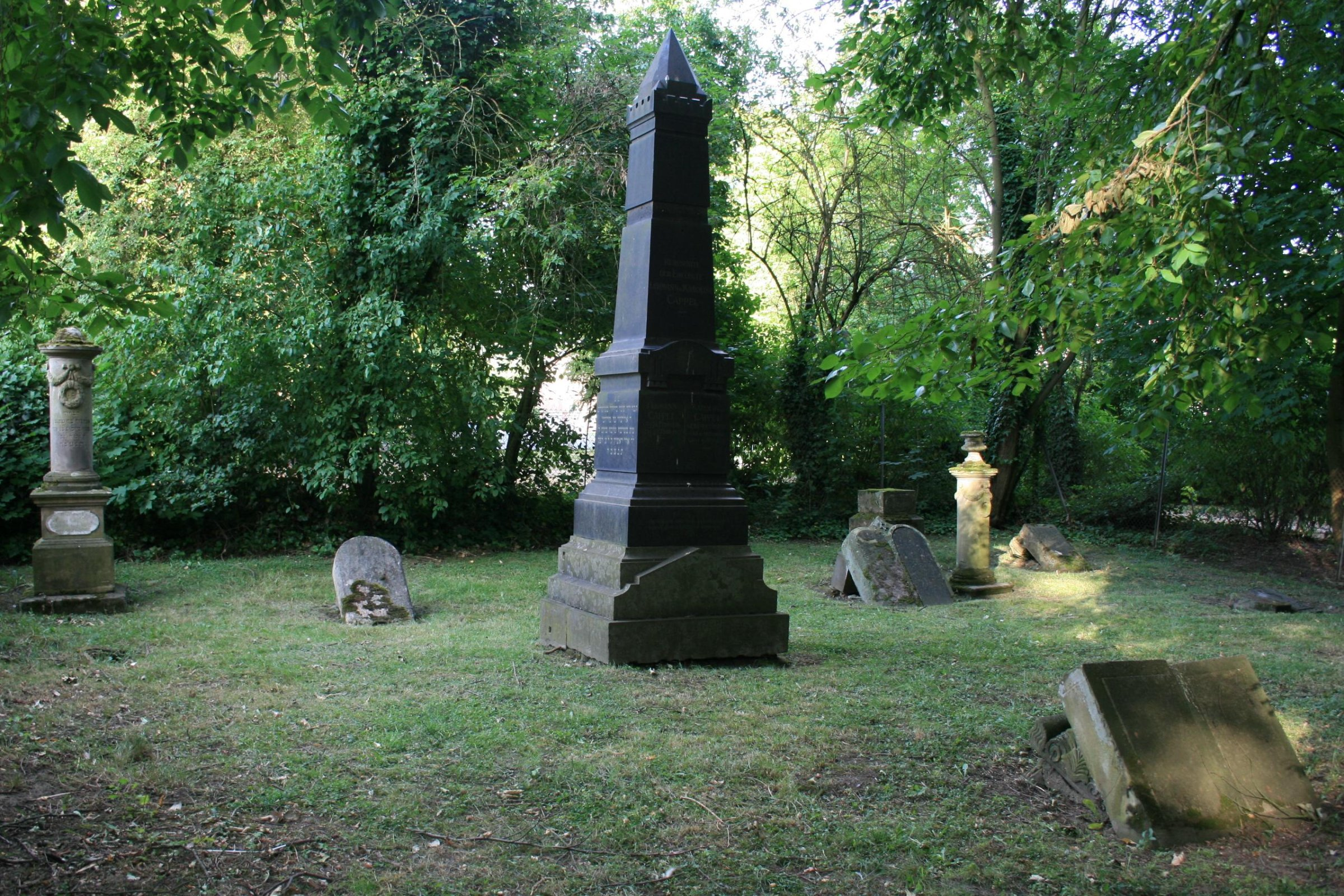
Jüdischer Friedhof (2015)

Der Jüdische Friedhof befindet sich im Stadtteil Rheindahlen in Mönchengladbach (Nordrhein-Westfalen), Hardter Straße.
Der Friedhof wurde Ende 19./Anfang 20. Jahrhundert angelegt. Er wurde unter Nr. H 107 am 31. Juli 2008 in die Denkmalliste der Stadt Mönchengladbach eingetragen.

## Architektur
Der jüdische Friedhof liegt am nördlichen Ortsausgang Rheindahlens an der Hardter Straße (Gemarkung Rheindahlen, Flur 26, Flurstück 127) und erinnert an die ehemalige jüdische Gemeinde von Rheindahlen. Die 380 Quadratmeter große Begräbnisfläche ist durch einen Zugang von der Hardter Straße aus zu erreichen. Insgesamt blieben 21 Grabsteine erhalten, die in Gestaltung und Materialverwendung den traditionellen Gepflogenheiten während der Zeit ihrer Entstehung entsprechen. Der älteste erhaltene Grabstein betrifft das Sterbejahr 1871, der jüngste datiert von 1934. Aufgrund fehlender Quellen kann nicht ausgeschlossen werden, dass bereits vor 1871 Bestattungen an dieser Stelle vorgenommen wurden.